# Tropical Songs
Tropical Songs (tidigare känd som Tropical/Salsa and Latin Tropical Airplay) är en hitlista som publiceras i Billboard, och startades 1994, då första listan toppades av  "Quien Eres Tu" med Luis Enrique. Den innehåller latinomusik som salsa, merengue, bachata, cumbia, och vallenato. Listan består enbart av singlar, och baseras precis som flera andra Billboardlistor på speltid i radio, som sammanställs av Nielsen Broadcast Data. Listan publicerades ursprungligen en gång i veckan, fram till 2005, då Latin Rhythm Airplay Chart introducerades, och man i stället övergick till att publicera listan varannan vecka.